# Lake Tiak-O' Khata
Lake Tiak-O' Khata ist ein kleiner künstlicher See im Winston County, US-Bundesstaat Mississippi. Er befindet sich größtenteils auf dem Gebiet der Stadt Louisville, jedoch in bewaldetem Gebiet südwestlich des Stadtzentrums. Der Stausee misst ungefähr 750 m mal 400 m.
Der See liegt auf dem Land der Familie Smyth, die hier schon vor dem Sezessionskrieg eine Plantage besaß. 1954 beschloss die Familie, einen See zum Angeln zu errichten. Dazu wurde ein 180 m langer Damm erbaut, um damit verschiedene kleine Bäche zu stauen. Um den See entstand in den folgenden Jahrzehnten eine Ferienanlage.
Der Name des Lake Tiak-O' Khata stammt aus der Sprache der Choctaw. Er bedeutet übersetzt etwa „See der Kiefern“.